# ۵۵ (میلادی)
۵۵ (میلادی) پنجاه و پنجمین سال تقویم میلادی است.

## رویدادها
بر اساس مکان
امپراتوری روم
- امپراتور نرون به مقام کنسولی روم رسید.
- سابینوس، حقوقدان رومی، سه کتاب در مورد حقوق شهروندان می‌نویسد.

بر اساس موضوع
دین
- پولس رسول رساله اول خود را به قرنتیان می‌نویسد.

## زادگان
- اپیکتتوس، فیلسوف یونانی-رومی (متوفی ۱۳۵)[۱]

## درگذشتگان
- ۱۱ فوریه - بریتانیک، پسر کلودیوس (متولد ۴۱ میلادی)

- آنتونیا تریفائنا، ملکه تحت امر روم (متولد ۱۰ پیش از میلاد)

- ایزاتس بار مونوباز، پادشاه تحت امر اشکانی (متولد حدود ۱ میلادی)[۲]